# Melvins vs. Minneapolis
Melvins vs. Minneapolis è un boxset composto da nove album dal vivo del gruppo musicale sludge metal statunitense Melvins, pubblicato nel 2008.

## Tracce
CD 1
1. Let It All Be
2. Lovely Butterfly
3. Manky
4. Hooch
5. Youth of America
6. Night Goat
7. With Teeth
8. Tipping the Lion
9. Queen
10. Promise Me
11. Black Stooges
12. The Fool, The Meddling Idiot (Pt. 1)
13. The Fool, The Meddling Idiot (Pt. 2)

CD 2
1. Intro (featuring David Scott Stone)
2. Pigs of the Roman Empire (featuring Lustmord)
3. amazon
4. AMAZON
5. The Bloated Pope
6. Let it all Be
7. Hooch
8. Black Stooges
9. At the Stake
10. Shevil
11. Hung Bunny
12. Roman Dog Bird

CD 3
1. Missing
2. Snake Appeal
3. Okie From Muskogee
4. Tipping the Lion
5. Promise Me
6. At the Stake
7. Lovely Butterfly
8. With Yo' Heart, Not Yo' Hands
9. Adolescent Wet Dream
10. Halo of Flies
11. Tequila
12. Night Goat
13. Wispy
14. Revulsion / We Reach
15. Let it all Be
16. Revolve
17. amazon
18. AMAZON
19. Cherub
20. The Bit
21. Youth of America
22. Tequila

CD 4
1. Intro
2. Tequila
3. Okie From Muskogee
4. Missing
5. Snake Appeal
6. Tipping the Lion
7. Promise Me
8. At the Stake
9. Lovely Butterfly
10. With Yo' Heart, Not Yo' Hands
11. Adolescent Wet Dream
12. Halo of Flies
13. Let it all Be
14. Revolve
15. Night Goat
16. Wispy / Revulsion / We Reach
17. Cherub
18. The Bit
19. Youth of America

CD 5
1. Intro / Black Stooges
2. Oven
3. Anaconda
4. Ballad of Dwight Fry / Halo of Flies
5. At the Stake
6. Let it all Be
7. The Bit
8. Manky
9. It's Shoved

CD 6
1. Intro / Oven
2. Anaconda / Intro (Broken String)
3. Halo of Flies
4. Anaconda
5. At The Stake
6. Let It All Be
7. Night Goat (Pt. 1)
8. Night Goat (Pt. 2)
9. Cherub
10. The Bit
11. amazon
12. AMAZON
13. With Teeth
14. It's Shoved
15. Snake Appeal

CD 7
1. Intro
2. The Anti-Vermin Seed
3. With Teeth
4. Night Goat
5. Revolve
6. We all Love JUDY
7. The Brain Center at Whipples
8. Let it all Be
9. The Fool, The Meddling Idiot
10. Hooch
11. Mombius Hibachi
12. Promise Me
13. Foaming
14. Black Stooges (First Half)
15. Black Stooges (Second Half)

CD 8
1. Let it all Be
2. Lovely Butterfly
3. Homosexuality Song
4. Hooch
5. With Teeth
6. Tipping the Lion
7. Queen
8. Promise Me
9. Black Stooges
10. It's Shoved
11. Halo of Flies

CD 9
1. Noise Intro (featuring David Scott Stone)
2. Pigs of the Roman Empire (featuring Lustmord)
3. amazon
4. AMAZON
5. The Bloated Pope
6. Let it all Be
7. Hooch
8. Joan of Arc
9. Happy Birthday / Black Stooges (Drum Intro)
10. At the Stake
11. Shevil